# Bosrandroofvlieg
De bosrandroofvlieg (Neoitamus cyanurus) is een vliegensoort uit de familie van de roofvliegen (Asilidae). De wetenschappelijke naam van de soort is voor het eerst geldig gepubliceerd in 1849 door Loew.